# Alexander von Winiwarter
Alexander von Winiwarter (Vienna, 22 aprile 1848 – Liegi, 31 ottobre 1917) è stato un medico austriaco naturalizzato belga.
Suo fratello era il dottore Felix von Winiwarter (1852-1931).
Alexander Winiwarter ottenne la laurea nel 1870 all'Università di Vienna, e lavorò come assistente chirurgo alla Clinica Universitaria di sotto la supervisione di Theodor Billroth, un pioniere nel campo delle moderne tecniche chirurgiche. Successivamente divenne caporeparto di chirurgia al Kronprinz-Rudolf-Kinderspitals (un ospedale viennese per bambini), e nel 1878 si spostò in Belgio, dove divenne professore di chirurgia all'università di Liegi. Divenne in seguito cittadino belga.
Nell'ultimo quarto del XIX secolo il dottor Winiwarter introdusse massaggi specialistici e compresisoni per trattare il linfedema, una condizione caratterizzata da gambe e braccia gonfie a causa di ritenzione idrica nel sistema linfatico. Nel 1932 il fisioterapista danese Emil Vodder raffinò e migliorò le tecniche di Winiwarter per il trattamento del linfedema. La tecnica di Vodder divenne nota come linfodrenaggio.

## Scritti scelti
- Untersuchungen über die Gehörschnecke der Säugethiere (Studi sulla coclea nei mammiferi), 1870.
- Zur pathologischen Anatomie der Leber (Sull'anatomia patologica del fegato), 1872.
- Das maligne Lymphom und das Lymphosarkom (Linfoma maligno e linfosarcoma) in Langenbeck's Archive, 1874.
- Beiträge zur Statistik der Carcinome (Contributi sulle statistiche del carcinoma), 1878.
- Zur Chirurgie der Gallenwege (Sulla chirurgia dei dotti biliari), 1892.
- Die chirurgischen Krankheiten der Haut und des Unterhautzellgewebes (Malattie chirurgiche della pelle e del tessuto sottocutaneo), 1893.
- Die Lehre von den chirurgischen Operationen und den chirurgischen Verbänden(Sugli interventi e le medicazioni chirurgiche), 1895